# Ривелло
Ривелло (итал. Rivello) — коммуна в Италии, расположена в регионе Базиликата, подчиняется административному центру Потенца.
Население составляет 3010 человек, плотность населения составляет 44 чел./км². Занимает площадь 68 км². Почтовый индекс — 85040. Телефонный код — 0973.
Покровителем населённого пункта считается святитель Николай, Мирликийский Чудотворец. Праздник ежегодно празднуется 6 декабря.